# Estádio de Franceville
O Estádio de Franceville (em francês: Stade de Franceville), também conhecido como Estádio da Renovação (em francês: Stade de la Rénovation) é um estádio multiuso localizado na cidade de Franceville, no Gabão. Inaugurado oficialmente em 16 de janeiro de 2012, foi uma das sedes oficiais do Campeonato Africano das Nações nas edições realizadas no país em 2012 e 2017. Sua capacidade máxima é de 22 000 espectadores.